# Héctor Llaitul
Héctor Javier Llaitul Carrillanca, més conegut com a Héctor Llaitul, (Osorno, 19 de novembre de 1967) és un activista polític xilè maputxe de la comunitat huilliche, conegut per ser líder de la Coordinadora Arauco Malleco (CAM) i el seu braç armat, on rep el nom de guerra de «Comandant Héctor» o «El Negre».
Va ser acusat de planificar i realitzar atemptats incendiaris a les regions del Bío-Bío i l'Araucania. Va ser processat i formalitzat per la fiscalia de Nueva Imperial sobre la base del testimoniatge de Roberto Painemil, que hauria estat obtingut sota tortura, i va ser absolt dels càrrecs el juny de 2008. Va estar detingut des del 21 de febrer de 2007.
El març de 2010, el Tribunal Oral Penal de Cañete el va condemnar a 25 anys de presó, pels delictes de robatori amb intimidació i homicidi frustrat contra fiscal. Posteriorment, la Cort Suprema de Xile va acollir parcialment un recurs de nul·litat interposat per la defensa, rebaixant la seva condemna a 14 anys de presó. Des de l'agost de 2022 es troba a la presó per delictes de robatori de fusta i Llei de Seguretat Interior de l'Estat per la seva presumpta participació en atemptats incendiaris.

## Trajectòria

### Família i estudis
És fill de Juan José Llaitul Álvarez i Florinda Carrillanca Treimun. Es va casar amb Pamela Pezoa Matus, amb qui té quatre fills.
Va cursar la carrera de Treball social a la Universitat de Concepción, on es va enrolar com a militant a les files del Moviment d'Esquerra Revolucionària (MIR). Durant la dictadura militar d'Augusto Pinochet, va integrar les files del Front Patriòtic Manuel Rodríguez (FPMR), organització armada que va servir de braç militar del Partit Comunista de Xile en la seva lluita contra la dictadura.

### Fundador i líder de la CAM

#### 1998-2005

Logotip de la Coordinadora Arauco Malleco

El febrer de 1998, i juntament amb altres comunitats, grups i col·lectius maputxes, va formar la Coordinadora Arauco Malleco (CAM) a Tranaquepe. En ella van participar, a més, José Huenchunao, Alihuen Antileo, Adolfo Millabur (exalcalde de Tirúa i que posteriorment va aparèixer distanciant-se públicament de la CAM) i Víctor Ancalaf. A la cúpula de la CAM, el van secundar Ramón Llanquileo (arrestat el gener de 2007 i sentenciat a 5 anys per un atac incendiari a Ercilla) i José Huenchunao (capturat el 21 de març de 2007).
Segons informes d'intel·ligència policial, és l'encarregat de planificar, coordinar i executar atemptats incendiaris a la zona de l'anomenat conflicte maputxe. La seva primera participació coneguda en el conflicte hauria estat el 1999, en un enfrontament a Traiguén amb personal de les forces especials dels Carrabiners de Xile. Segons se l'acusa, en aquella ocasió, cobert amb un passamuntanyes, va dirigir mitjançant un xiulet a una quinzena d'activistes indígenes. Un periodista de La Tercera, Fredy Palomera, va sostenir haver-lo fotografiat mentre donava instruccions als altres encaputxats i diu haver sentit que l'anomenaven «Comandant Héctor». L'endemà, i després de publicar aquesta notícia, Palomera hauria estat agredit en el mateix sector per Llaitul, qui el va atacar etzibant-li cops de karate, sent finalment auxiliat pels mateixos companys de Llaitul, els qui van haver d'impedir que el continués colpejant.
El gener de 2001, segons la recerca duta a terme pel Ministeri Públic de Xile, hauria participat en un atac a la hisenda Lleu Lleu, cremant cases d'estiueig, sent detingut posteriorment per efectius del Grup d'Operacions Policials Especials (GOPE) dels Carrabiners, els qui li van disparar amb balins antimotins, causant-li diverses ferides lleus en el rostre. A causa d'aquell atac, el ministre en visita, designat per la Cort d'Apel·lacions de Concepción, Eliseo Araya, el va condemnar a 541 dies de presó, per infracció a la Llei de Seguretat de l'Estat. Al costat d'ell van ser condemnats diversos integrants de la comunitat Pascual Coña.
Posteriorment, se li va atribuir l'autoria de l'homicidi frustrat contra el conductor forestal Antonio Boisier, qui va perdre un ull en rebre, el 2002, un tret d'escopeta a la cara, percudit a dos metres de distància, pel líder d'un grup de sis encaputxats que va emboscar a dos camions contractistes al sector de Tranaquepe. Aquell any, després de ser arrestat el 19 de maig a la zona de Traiguén, se'l va acusar d'associació il·lícita terrorista: específicament, d'integrar un grup terrorista que actuaria a l'ombra de la CAM. També se l'acusava d'incendiar instal·lacions de l'aeròdrom de Tirúa el novembre de 2002. Després de ser deixat en llibertat amb mesures cautelars, va tornar a entrar en la clandestinitat. En 2005 es va realitzar el respectiu judici oral. Llaitul no es va presentar, igual que altres 5 d'un total de 18 acusats.

#### 2006-2009

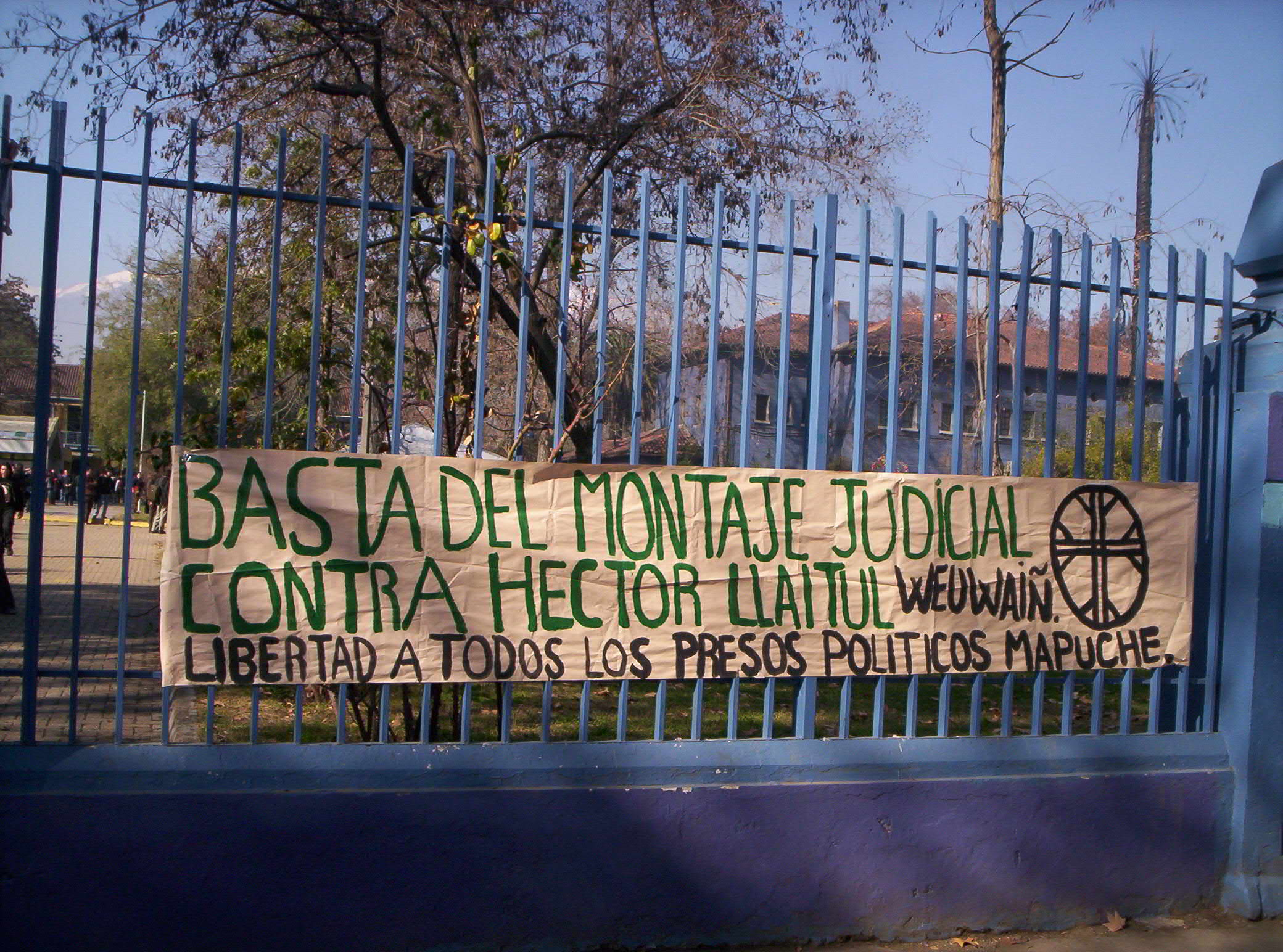
Pancarta a favor de Llaitul, a la seu de la UMCE a Santiago de Xile el 2008.

El 26 de desembre de 2006 hauria dirigit un grup armat de vuit encaputxats que van entrar al Fundo Las Praderas de la Forestal Mininco, a la zona de Cholchol, per a incendiar un camió forestal, una torre de gestió de fustes i una màquina trineumàtica. Tres dies més tard, en ser reconegut i perseguit per la policia, hauria escapat en una camioneta per un camí entre Temuco i Boroa.
El 21 de febrer de 2007 va ser detingut per efectius de la Policia d'Investigacions de Xile a Concepción, als voltants de la Plaça Acevedo, al sector de Collao. Portava una pistola Taurus (9 mm.) amb el seu carregador amb 10 tirs i 53 bales. L'endemà va ser posat en presó preventiva per tres mesos en ser considerat un perill per a la societat. L'acusació va ser concretada en atemptat incendiari, encobriment i tinença il·legal d'armes (la Taurus de Llaitul estava inscrita al seu nom des de 1995, però no disposava de permís per a portar-la), arriscant-se a una pena d'entre 3 i 10 anys de presó.
Des de juny de 2008 el jutge Juan Guzmán Tapia el va defensar de l'acusació dels delictes d'atemptat incendiari, tinença il·legal d'armes i encobriment per la seva suposada intervenció en l'incendi del Fundo Las Praderas de Cholchol el 2006. Després de set dies de judici oral i més d'un any a la presó, va ser absolt dels càrrecs pels tres jutges del Tribunal Oral de Temuco, decretant-se a més la seva llibertat immediata. Al seu torn, l'altre acusat, Roberto Painemil Parra, va ser declarat culpable del delicte de tinença il·legal d'armes i innocent dels delictes d'atemptat incendiari i tinença il·legal de municions. Durant el judici, Guzmán va manifestar la seva convicció de la innocència de Llaitul i va denunciar un «muntatge» per a inculpar-lo. Fins i tot, va qualificar d'«autoatemptats» alguns incendis atribuïts a comuners maputxes a la zona.

#### 2010-actualitat

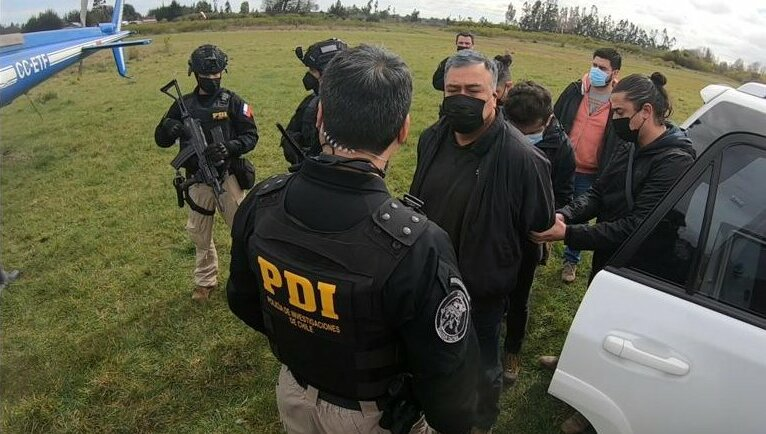
Llaitul amb màscara durant la seva detenció el 2022.

Entre 2010 i 2011, Llaitul va realitzar una sèrie de vagues de fam al costat d'altres comuners maputxe, en protesta per les detencions i condemnes de persones d'origen maputxe per part de la justícia xilena.
El setembre de 2017 es va donar a conèixer els resultats de l'anomenada Operació Huracà, la qual s'havia iniciat uns mesos abans i —segons la Intel·ligència dels Carrabiners de Xile havia donat per conclusió que Héctor Llaitul era membre d'una organització il·lícita terrorista que havia comès diversos atemptats incendiaris a la regió del Bío-bío, l'Araucania i Los Ríos. Posterior al control de detenció de diverses persones d'ètnia maputxe sindicades com a membres d'una organització il·lícita terrorista, Llaitul va ser posat en presó preventiva durant el termini que durés la recerca. No obstant això, a través d'un recurs judicial resolt per la Cort Suprema de Xile, la resolució del Jutjat de garantia que s'havia pronunciat a favor de la presó preventiva, va ser qualificada d'arbitrària i en conseqüència deixada sense efecte.
Mesos després, la Fiscalia de Xile va donar a conèixer anomalies en la informació i proves aportades per la Dipolcar, l'agència d'intel·ligència dels Carrabiners, la qual cosa va derivar en acusació per falsificació d'instrument públic i implantació de proves falses. Des de llavors es va iniciar el cas Huracà I i II, generant una crisi entre els Carrabiners de Xile, la qual va motivar la sortida del general Gonzalo Blu.
El desembre de 2018, Llaitul va viatjar liderant una comitiva de comuners maputxe cap a Caracas, Veneçuela, on va mantenir una reunió oficial amb el canceller veneçolà, Jorge Arreaza; en aquesta oportunitat, també es va reunir amb altres líders del chavisme, com Diosdado Cabello i Adán Chávez.
El 24 d'agost de 2022 va ser detingut a Cañete per membres de la Policia d'Investigacions de Xile després de ser acusat dels delictes de robatori i fusta i infraccions a la Llei de Seguretat de l'Estat, producte d'una querella presentada pel govern de Sebastián Piñera el 2020.